# Eunseo (ca sĩ)
Son Joo-yeon (Hangul: 손주연; Hán Việt:Tôn Châu Duyên (孫留延); sinh ngày 27 tháng 5 năm 1998) thường được biết đến với nghệ danh Eunseo , là một nữ ca sĩ và diễn viên người Hàn Quốc, thành viên nhóm nhạc thần tượng nữ Hàn-Trung WJSN và nhóm nhỏ Wonder (cùng 2 thành viên Xuan Yi và Yeoreum) do 2 công ty Starship Entertainment và Yuehua Entertainment hợp tác thành lập vào năm 2016.

## Tiểu sử
Eunseo sinh ngày 27 tháng 5 tại Incheon,Hàn Quốc.
Ngày 6 tháng 9 năm 2015,cô xuất hiện trong M/V "Rush" của Monsta X  với vai trò nữ chính và đồng thời cũng là thành viên thứ 3 của WJSN được giới thiệu với khán giả với "JOY".
Cô đã theo học tại SOPA (Seoul School Of Performing Arts) cùng 2 thành viên cùng nhóm là Cheng Xiao và Dayoung.
Vào ngày 27 tháng 1, Eunseo xuất hiện trong album mới của nam ca sĩ Yu Seungwoo "Pit A Pat" với bài hát "Whatever" 
Vào ngày 25 tháng 2, Eunseo đã chính thức ra mắt với album MOMOMO của WJSN,
Vào ngày 3 tháng 8, STARSHIP Entertainment đã công bố dự đoán của nhóm nhạc thần tượng 14 thành viên "Y Teen", sẽ là một sự kiện người mẫu quảng cáo cho chương trình cùng tên của KT Telecom. Eunseo là một trong bảy thành viên của Cosmic Girls, cùng với 7 thành viên của MONSTA X. Công ty cũng thông báo rằng họ sẽ công bố MV và âm thanh của nhóm vào đầu tháng.Vào ngày 6 tháng 8, bài hát mới của Y Teen "DO BETTER" đã được ra mắt.
Năm 2018, cô lần đầu tiên xuất hiện trong web drama "Life Book Room" với tư cách là một diễn viên. Năm 2020, cô lại một lần nữa tham gia bộ phim truyền hình trực tuyến Dalgona với vai chính trong bộ phim truyền hình trực tuyến Dalgona, với vai nữ chính Song Mina.  Trước đó, cô cũng từng tham gia bộ phim truyền hình TvN vào năm 2017 với các thành viên của Cosmic Girls.

## Hoạt động âm nhạc và diễn xuất

### Diễn xuất
Video âm nhạc
| Năm  | Ca sĩ       | Tiêu đề                       | Ghi chú |
| 2015 | MONSTA X    | RUSH                          | [ 10 ]  |
| 2015 | UNIQ        | Happy new Year                | [ 11 ]  |
| 2016 | Yu SeungWoo | Whatever (Feat. Crucial Star) | [ 4 ]   |

Phim truyền hình
| Năm  | Đơn vị | Tên tác phẩm       | Vai diễn | Tập  | Ghi chú |
| 2017 | TvN    | Chicago Typewriter | Cameo    | 3    | [ 12 ]  |
| 2017 | KBS2   | Hit the Top        | Cameo    | 4、6 | [ 13 ]  |

Phim chiếu mạng
| Năm  | Đơn vị   | Tên tác phẩm   | Vai diễn   | Tập       | Ghi chú |
| 2018 | YouTube  | Life Book Room | Won Se-mi  | 3 - 9     | [ 9 ]   |
| 2020 | YouTube  | Dalgona        | Song Mi Na | Vai chính | [ 14 ]  |
| 2021 | Kakao TV | JINX           | Sekyung    | Vai chính | [ 15 ]  |

## Chương trình tạp kỹ cá nhân
| Năm  | Đơn vị     | Tên                   | Vai trò           | Ghi chú |
| 2016 | SBS        | Running Man           | Khách mời tập 297 | [ 16 ]  |
| 2018 | K-STAR     | Con Đường Thực Thần 4 | MC cố định        | [ 17 ]  |
| 2018 | MBC        | Real Men 300          | Khách mời         | [ 18 ]  |
| 2018 | KBS2       | Entertainment Weekly  | MC phụ trợ        | [ 19 ]  |
| 2019 | JTBC       | SKY MUSCLE            | MC cố định        | [ 20 ]  |
| 2019 | On Style   | Get it beauty         | Khách mời         | [ 21 ]  |
| 2021 | NAVER NOW. | SeulGi.zip            | Khách mời         | [ 22 ]  |